# Čista jajca?
Čista jajca? je sedmi studijski album slovenske rock skupine Zmelkoow, izdan oktobra 2009 pri založbi KUD Napačen planet.

## Glasba
O eksperimentalni naravi albuma je frontman Goga Sedmak v intervjuju na portalu MMC RTV-SLO povedal: 
»To je plošča, ki je precej drugačna – da ne bo pomote, nam je zelo všeč in trdno stojimo za tem, da smo ustvarili "masterpis". Je pa zvokovno in konceptualno precej odstopajoča od "mainstreama" – žagasta, direktna, pa tudi kakšnih silnih refrenov ni.«

## Seznam pesmi
Vse pesmi je napisal Goga Sedmak.
1. »Bigass« – 7:31
2. »In rod gre dalje« – 2:54
3. »More Woman More Man« – 5:14
4. »Kaj bi bilo« – 4:08
5. »Izidor« – 4:17
6. »Je pesnik jedel mamile?« – 3:47
7. »Partibrejker« – 2:51
8. »Avtoštoparka« – 5:12
9. »Đambo« – 5:38
10. »Zmagovalni tim« – 3:47
11. »Recept« – 5:01
12. »Srečko« – 1:02
13. »Know How« – 2:45
14. »Moderato cantabile« – 3:45
15. »Slovo režiserja« – 12:11

## Zasedba
Zmelkoow
- Goga Sedmak — vokal, kitara (kot "Goga Sedmaxi")
- Žare Pavletič — bas kitara
- Aleš Koščak — bobni
- Anuša Podgornik — klaviature, vokal, flavta
- Dejan Marković — trobenta
- Aleksandra Čermelj — vokal
- Eva Brajkovič — vokal